# Polonia Restituta (serial telewizyjny)
Polonia Restituta – polski telewizyjny serial historyczny w reżyserii Bohdana Poręby.

## Opis
Scenariusz powstał na podstawie książki Rok 1918 Włodzimierza T. Kowalskiego.
Produkcja składa się z siedmiu części. Powstała na bazie wersji pełnometrażowej filmu o takim samym tytule. Wersja kinowa miała premierę przed wprowadzeniem w Polsce stanu wojennego (1981–1983), a serial telewizyjny dopiero dwa miesiące po jego zniesieniu. Konsultantem przy produkcji był Ryszard Frelek.
Film przedstawia wydarzenia związane z odzyskaniem przez Polskę niepodległości w 1918. Występują w nim zarówno postacie historyczne, jak i fikcyjna rodzina Pawlaków. W odniesieniu do wydarzeń historycznym zamierzeniem reżysera było uniknięcie fabuły fikcyjnej i przedstawienie rzeczywistych wydarzeń.
Nie zawiera scen obrazujących wyzwolenie Krakowa w dniu 31 października 1918 roku, rozpoczętej następnego dnia bitwę o Lwów, czy walki o Wilno w styczniu i kwietniu 1919 roku.
W odcinki serialu zostały wplecione krótkie fragmenty z czarno-białych taśm dokumentalnych, powstałych w okresie odnoszącym się do czasu i miejsca akcji danego odcinka.

## Obsada
Postacie rzeczywiste
- Janusz Zakrzeński − Józef Piłsudski (1-7)
- Ignacy Gogolewski − Stefan Żeromski (1-3, 6)
- Józef Fryźlewicz − Roman Dmowski (1-2, 4-7)
- Włodzimierz Adamski − Stanisław Burhardt-Bukacki (1-2)
- Marcin Sosnowski − Kazimierz Sosnkowski (1-4)
- Janusz Dziubiński − pułkownik Marian Januszajtis-Żegota (1, 3)
- Stefan Szmidt − major Albin Fleszar (1-2)
- Zdzisław Kozień − Augustyn Łosiński (1)
- Mieczysław Voit − Siergiej Sazonow (1)
- Krzysztof Chamiec − Ignacy Paderewski (2-3, 5-7)
- Emil Karewicz − Edward House (2-7)
- Jerzy Kaliszewski − Woodrow Wilson (2, 4-7)
- Józef Kalita − Aleksander Kakowski (2, 4-5)
- Andrzej Szenajch − Zdzisław Lubomirski (2-5)
- Eugeniusz Kujawski − Edward Rydz-Śmigły (2-5)
- Zdzisław Mrożewski − Arthur Balfour (2-3, 5-7)
- Gustaw Lutkiewicz − Aleksandr P. Izwolski, ambasador Rosji w Paryżu (2-3)
- Zygmunt Maciejewski − Ludomir Grendyszyński, członek Tymczasowej Rady Stanu (2-3)
- Jerzy Fedorowicz − Marian Kukiel (2)
- Igor Śmiałowski − Hans von Beseler (2)
- Emir Buczacki − Aristide Briand (3)
- Edmund Fetting − David Lloyd George (3, 5-7)
- Wiktor Nanowski − biskup Henryk Przeździecki (3)
- Henryk Machalica − Wacław Niemojowski, marszałek Rady Stanu (3)
- Jerzy Moes − porucznik Kordian Józef Zamorski (3)
- Józef Para − Leon Wasilewski (3, 5)
- Adolf Chronicki − Wacław Sieroszewski (3-5)
- Kiriłł Ławrow − Włodzimierz Lenin (3-4)
- Andro Kobaładze − Józef Stalin (3)
- Jerzy Prażmowski − Józef Świeżyński (4)
- Arkadiusz Bazak − Harry Kessler (4)
- Andrzej Krasicki − książę Herman Hatzfeld rozmawiający z Piłsudskim w Berlinie (4)
- Juliusz Lisowski − Władysław Mickiewicz (4)
- Wacław Ulewicz − Marian Seyda (4-7)
- Stanisław Niwiński − Erazm Piltz (4-6)
- Henryk Bista − Raymond Poincaré (4-5, 7)
- Anna Milewska − Irena Kosmowska (4-5)
- Zbigniew Józefowicz − Ignacy Daszyński (4-5)
- Jan Ciecierski − Józef Ostrowski (4-5)
- Jerzy Korcz − Wincenty Witos (4, 7)
- Józef Pieracki − Georges Clemenceau (5-7)
- Jan Bógdoł − Józef Grzegorzek (5-6)
- Tadeusz Janczar − Wojciech Korfanty (5-7)
- Wiesław Gołas − Józef Dowbor-Muśnicki (6)
- Andrzej Kozak − ksiądz Paweł Pośpiech (6-7)
- Mariusz Dmochowski − Wojciech Trąmpczyński (7)
- Tomasz Zaliwski − Maciej Rataj (7)
- Piotr Grabowski − ksiądz Eugeniusz Okoń (7)

Postacie fikcyjne i niekreślone z historycznej tożsamości
| - Władysław Dewoyno − ojciec braci Pawlaków (1) - Zygmunt Malanowicz − Franek Pawlak (1-2, 4-5) - Andrzej Precigs − Tadeusz Pawlak (1-3, 5-7) - Zbigniew Bielski − Jan Pawlak (1, 3-4) - Laura Łącz − żona Franka Pawlaka (1) - Tadeusz Kondrat − doktor, rozmówca porucznika Kasprzyckiego (1) - Hanna Bedryńska − żona doktora (1) - Tomasz Mędrzak − syn doktorostwa (1) - Alicja Sobieraj − kobieta czytająca wiersz na weselu Franka (1) - Henryk Giżycki − Stanisław Wiza - Marek Litewka – porucznik Tadeusz Kasprzycki − dowódca pierwszej kompanii kadrowej (1) - Stanisław Marian Kamiński − legionista (1) - Józef Zbiróg − kapitan Jan Nowak, oficer Sztabu Generalnego Austro-Węgier (1-2) - Gabriel Nehrebecki − legionista (1-3, 5-6) - Eugeniusz Korczarowski − żołnierz przy studni (1) - Andrzej Żółkiewski − kapitan I pułku Legionów (1, 3) - Stanisław Jaroszyński − legionista (2) - Czesław Magnowski − legionowy trębacz (2) - Stanisław Gronkowski − członek Naczelnego Komitetu Narodowego (2) - Witold Kałuski − polityk amerykański na koncercie Paderewskiego w Nowym Jorku (2) - Janusz Bylczyński − ksiądz prałat, członek Rady Regencyjnej (2, 4-5) - Marian Łącz − legionista - Zbigniew Geiger − legionista (3, 5) - Michał Szewczyk − członek delegacji I brygady u Piłsudskiego (3) - Barbara Dzido-Lelińska − gospodyni Piłsudskiego (3) |  | - Eugeniusz Wałaszek − sekretarz Aristide Brianda, premiera Francji (3) - Andrzej Grzybowski − generał niemiecki rozmawiający z księciem Lubomirskim (3) - Zbigniew Kryński − mężczyzna słuchający Piłsudskiego (3-5) - Jerzy Michotek − towarzysz Pietakow (3) - Roman Kosierkiewicz − polityk francuski, uczestnik Kongresu Wersalskiego (4-7) - Jan Łopuszniak − członek rządu lubelskiego (4-5) - Jerzy Turek − członek Komitetu Narodowego Polskiego (4-5) - Edward Kusztal − dowódca pułku „Czerwonej Warszawy” w Moskwie (4) - Włodzimierz Bednarski − oficer, członek Komitetu Narodowego Polskiego (4) - Jerzy Molga − asystent pułkownika Kesslera (4) - Jerzy Sagan − członek Naczelnej Rady Ludowej w Poznaniu (5-6) - Marian Rułka − członek Naczelnej Rady Ludowej w Poznaniu (5-6) - Remigiusz Rogacki − członek Naczelnej Rady Ludowej w Poznaniu (5-6) - Mariusz Gorczyński − dwie role: rozbrajany oficer niemiecki (5) i japoński delegat na Kongresie Wersalskim (5-7) - Stefan Paska − mówca na wiecu Polaków w Gdańsku (5) - Zbigniew Korepta − komunista na manifestacji (5) - Ryszard Sobolewski − wysłannik Piłsudskiego na posiedzeniu Naczelnej Rady Ludowej w Poznaniu (5) - Krzysztof Świętochowski − członek rządu lubelskiego (5) - Artur Barciś − uczeń szkoły mechaniczno-technicznej w Warszawie (5) - Antoni Jurasz − działacz z Górnego Śląska u Korfantego (6) - Adam Kwiatkowski − członek kierownictwa powstania na Śląsku (6) - Włodzimierz Wiszniewski − działacz z Górnego Śląska u Korfantego (6) - Tadeusz Teodorczyk − żołnierz na posiedzeniu Sejmu Ustawodawczego (7) - Stanisław Ptak − czytający rozkaz generała Hallera (7) - Ryszard Dembiński − minister rządu na posiedzeniu Sejmu Ustawodawczego (7) - Kazimierz Iwiński − członek prezydium Sejmu Ustawodawczego (7) - Stanisław Jaśkiewicz − poseł na Sejm Ustawodawczy (7) |

Inni aktorzy
- Jerzy Krasuń, Bogusław Mach, Wiesław Wieremiejczyk, Stanisław Wyszyński, Andrzej Gazdeczka, Tadeusz Hanusek, Zdzisław Szymborski, Lech Bijałd, Andrzej Chmielarczyk, Sławomir Misiurewicz

Narracja i obsada dubbingu
- Tadeusz Borowski – lektor
- Ignacy Machowski jako Włodzimierz Lenin (rola Kiriłła Ławrowa)
- Bogusław Sochnacki jako Józef Stalin (rola Andro Kobaładze)